# Пироги з калиною
Пироги з калиною — стародавня страва української кухні.

## Опис
Калина – етнонаціональний символ України, що уособлює красу, кохання, материнство, кров, любов до Батьківщини.
У народній медицині калина відома з XIV століття. Вона цінується через велику кількість вітаміну С, наявність вітамінів А, Р, К, Е, а також мікроелементів (кальцій, калій, магній, йод та фосфор) та пектинів, фітонцидів, амінокислот. Плоди калини мають бактерицидну  дію і проявляють сильно виражений інгібуючий вплив на трихомонади та лямблії.  Використовували українці плоди калини не тільки в лікуванні, але й як начинку для пирогів. Ягоди калини збирають в осені, бажано після заморозків, щоб ягоди втратили гіркоту й стали солодкими.

## Рецепт

### Інгредієнти
Для тіста використовується пшеничне борошно вищого ґатунку, вологі чи сухі дріжджі, молоко, цукор, яйця, рослинна олія, за бажанням сіль. 
Для начинки використовуються ягоди калини, цукор, пшеничне борошно вищого ґатунку.
В давнину, щоб підсолодити, в тісто та начинку додавали висушену стружку цукрового буряку;

### Підготовка
Тісто готується як для звичайних дріжджових пирогів. У глибокій мисці в теплому молоці розчинити сухі дріжджі, додають яйця, сіль, цукор та ретельно перемішати все віничком до однорідності. Повільно влити олію, всі помішати, та додати борошно. Готове тісто накрити харчовою плівкою, рушником для збереження тепла, та залишити у теплому місці на 40 хвилин.
Начинку роблять поки тісто "відпочиває". Вимиті ягоди калини розкладають на жаровні та томлять в духовці, щоб вони стали м'якими. Перекладають готовуі ягоди да сита та дають стекти рідині (цей сік можна використовувати для пиття або киселю). Додати до ягід борошно та цукор, ретельно перемішати. 
Деякі кухарі до начинки додають ванільний цукор та цедру лимона, замість муки додають крохмаль.

### Приготування
Тісто розкачати у довгий джгут, порізати на однакові частинки та дати "відпочити" 5 хвилин. Сформувати з тіста кружечки, додати начинку та міцно зщіплювати краї. Готові пиріжки викласти на деко, змащене олією, накрити лляним рушником та якийсь час дають підійти. Змастити  яєчним жовтком пиріжки та поставити деко у розігріту до 180—200 °С духову шафу на 25—30 хвилин.
Діставши пиріжки з печі треба збризнути їх водою і вкрити рушником на 10 хвилин, для того щоб вони стали м’якими і ніжними.